# Список правителів Майорки
Список правителів Майорки — перелік королів, що правили Балеарськими островами, графствами Русилльон і Серданья, віконтством Карладес, баронством Омелас, сеньйорією Монпельє. Правлячої була Барселонська династія, її молодша лінія, яка вела родовід від Хайме I. У 1285 році остання була відсторонена, трон посіла старша гілка династії. Втім за угодою в Ананьї у 1295 році до влади повернулася молодша гілка Барселонської династії. Втім конфлікти між родичами тривали, що у 1345 році призвело до остаточного повалення молодшої гілки й приєднання її володінь до Арагонського королівства.

## Королі
| Ім'я                                 | Зображення | Народження             | Дата смерті               |
| ------------------------------------ | ---------- | ---------------------- | ------------------------- |
| Хайме I 1231–1276                    |            | 2 лютого 1208 Монпельє | 27 липня 1276             |
| Хайме II 1276–1286 (перше правління) |            | 1243 Монпельє          | 1311                      |
| Альфонсо I 1286–1291                 |            | 1265                   | 18 червня 1291            |
| Хайме II 1295–1311 (друге правління) |            | 1243 Монпельє          | 1311                      |
| Санчо I 1311–1324                    |            | 1276                   | 4 вересня 1324 Формігуера |
| Хайме III 1324–1344                  |            | 5 квітня 1315 Катанія  | 25 жовтня 1349            |